# Pedro Duro
Pedro Duro Benito (Brieva de Cameros, La Rioja, 5 de diciembre de 1810 - La Felguera, Asturias, 11 de marzo de 1886) fue un emprendedor de la industria asturiana a mediados del siglo XIX y fundador de la primera gran siderúrgica española, la Fábrica de La Felguera, origen de la actual empresa Duro Felguera. 
Fue caballero de la Orden de Isabel la Católica y caballero de la Legión de Honor del Gobierno francés, y sus descendientes llevan el título de marqueses de La Felguera.

## Biografía
Se crio en una familia de labriegos y siendo aún niño se traslada desde su Rioja natal hasta Madrid, donde consigue los suficientes beneficios como para apostar por la fundación de una siderurgia. Tras la muerte de su esposa por enfermedad, comienza a buscar el emplazamiento adecuado para su arriesgado proyecto. Encuentra el municipio asturiano de Langreo, donde existe una comunicación apropiada (Carretera Carbonera y Ferrocarril de Langreo), así como recursos naturales idóneos tales como agua (río Nalón y Candín) y carbón (Reales Minas de Langreo). Funda así la fábrica de Hierros Duro y Compañía con la ayuda de algunos socios como Julián Duro, el exministro Marqués de Pidal y el Marqués de Camposagrado entre otros, cuya construcción comienza en junio de 1857. El objetivo de la sociedad que conformaron era, textualmente, establecer en el sitio llamado La Felguera, una fábrica de hierro de altos hornos, para la elaboración de hierro. La fábrica se construyó en la vega del río, en una zona conocida como el Praón de La Felguera (en asturiano, sitio lleno de helechos), por ese motivo la empresa adoptó el nombre de Fábrica de La Felguera y de esta manera toda la población conocida anteriormente como Turiellos pasó a denominarse La Felguera en el momento en que empezó a expandirse gracias a la actividad siderúrgica, uniendo sus primitivos núcleos rurales. En 1875 el complejo, que se ocupaba de la siderurgia y el carbón, era el tercero en producción de hierro a nivel nacional y pocos años después el primero. Durante todo el siglo XX, Duro Felguera fue la mayor empresa siderúrgico-carbonera de España. Su labor motivó la expansión industrial en toda Asturias. Además, Duro dejó escritos varios tratados sobre las posibilidades de la industria en España.

### Labor social
Pedro Duro apostó, y casi de manera inusual para la época, por una importante labor social creando asistencia médico-farmacéutica para los trabajadores, cajas de ahorros y socorro pensadas para las bajas por enfermedad, viviendas baratas para los obreros y sus familias, escuelas para sus hijos e hijas sin distinción de cualificación de los progenitores, etc. siendo su fábrica una de las más avanzadas socialmente de la época en España. Él mismo estaba convencido de su buena relación con sus empleados, con los cuales mantenía constante diálogo. Tras su muerte, la empresa continuó esta importante labor social y cultural un siglo más.

### Fallecimiento
Cuando abrió el primer horno alto, que llevó por nombre Nuestra Señora del Pilar, fue a vivir con él su única hija, Pilar Duro, que aún era una niña. Esta tuvo cinco hijos: Dolores Fernández Duro (futura marquesa de La Felguera), Josefina, Pedro, Matías y Jesús (Caballero de la Legión de Honor francesa).
La prematura muerte de Pilar a los 26 años le produjo una enorme tristeza que agudizó sus continuos problemas de salud. Tras varias visitas a Madrid para ser tratado, regresó a La Felguera, donde falleció en la tarde del 11 de marzo de 1886, momento en el que repicaron las campanas de la iglesia (donde se celebraría un miltitudinario funeral) y simultáneamente las sirenas de las fábricas. En su testamento figuraron sendas donaciones al hospital provincial y a los 2200 obreros de su fábrica. 
Sus restos se depositaron en el cementerio de una antigua capilla en el interior de la fábrica dedicada a Nuestra Señora de Valvanera. Posteriormente se trasladaron a un mausoleo de la iglesia parroquial. Con la Guerra Civil pasaron al cementerio municipal y en 2008 volvieron a la iglesia. 

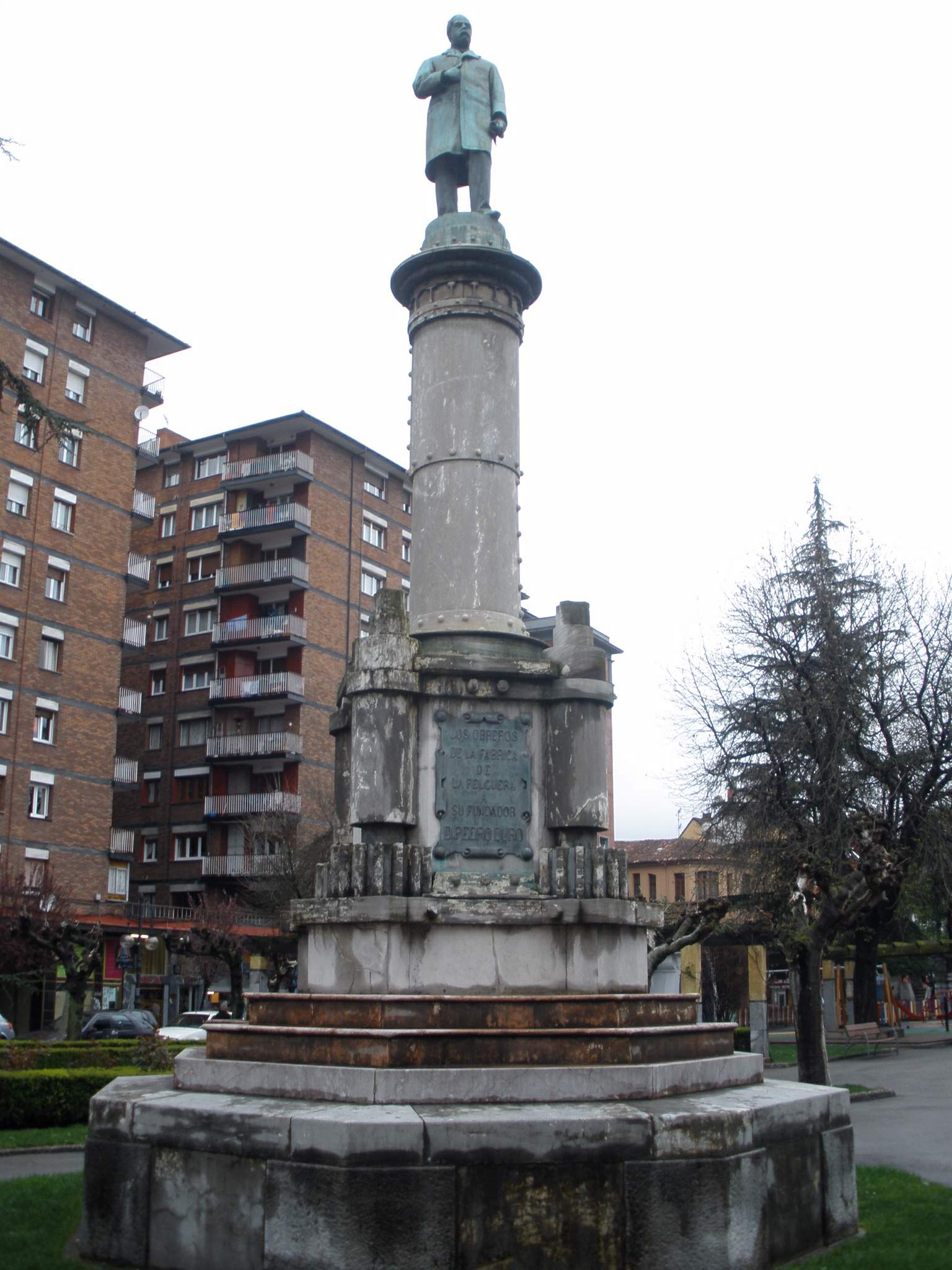
Estatua levantada en 1895 a Pedro Duro en La Felguera de Langreo.

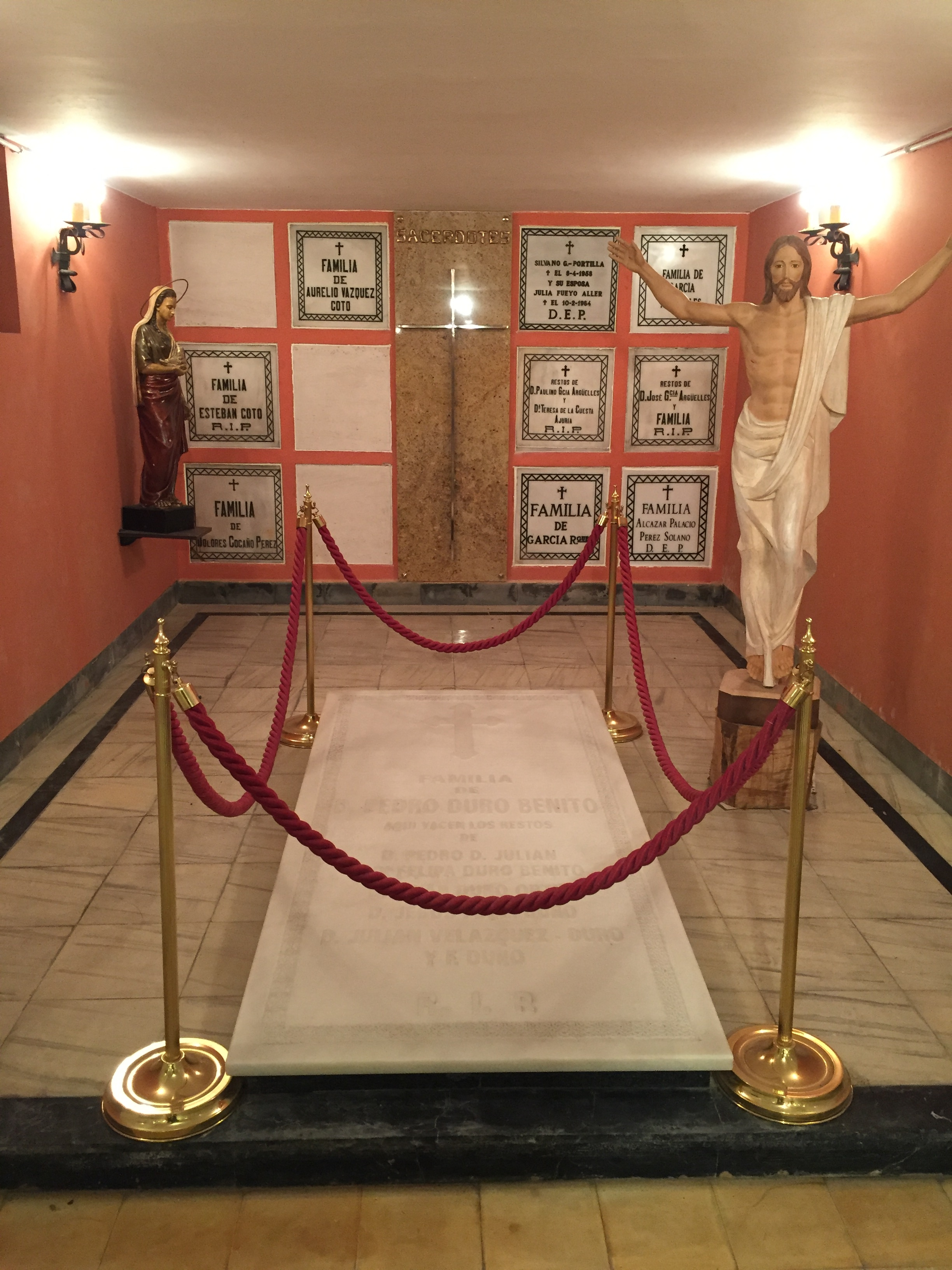
Cripta de la Iglesia de San Pedro de La Felguera donde descansan los restos de Pedro Duro y familia

### Homenajes
En 1895 los obreros de la fábrica levantaron una gran estatua en honor a Duro, costeada por ellos mismos, que actualmente se encuentra en el parque Dolores Fernández Duro de la villa, rematada con la inscripción: "Los obreros de la Fábrica de La Felguera, a su fundador, Pedro Duro". Es la séptima estatua más antigua de Asturias y obra de Jerónimo Suñol; en esta se realiza cada 29 de junio (festividad de San Pedro, en su homenaje), una ofrenda floral. Sus restos y los de su familia descansan en la cripta de la Iglesia de San Pedro, a donde fueron trasladados en 2008 desde el cementerio municipal. 
Actualmente existe la fundación Mu.Si Pedro Duro, que promueve la creación de un archivo histórico sobre Pedro Duro. Su obra se retrata en el Museo de la Siderurgia de Asturias.

## Obras seleccionadas

### Tratados sobre industria
- 1864 "Observaciones sobre la metalúrgica del hierro comparada entre España e Inglaterra"
- 1866 "Contestación al interrogatorio hecho por la Comisión especial arancelaria"
- 1867 "Información sobre el derecho diferencial de bandera y sobre los de aduana exigidos a los hierros, el carbón y los algodones, presentada al Gobierno de su Majestad por la comisión nombrada al efecto en Real decreto de 10 de noviembre de 1865"

### Obras biográficas
- 2008 "Pedro Duro, un capitán de la industria española" Francisco Palacios
- 2020 "Cartas de un visionario. Correspondencia de Pedro Duro con Gregorio de Aurre" Alberto Rodríguez Felgueroso